# Дипалладийванадий
Дипалладийванадий — бинарное неорганическое соединение, интерметаллид
палладия и ванадия
с формулой Pd2V,
кристаллы.

## Получение
- Сплавление стехиометрических количеств чистых веществ:

{\displaystyle {\mathsf {2Pd+V\ {\xrightarrow {905^{o}C}}\ Pd_{2}V}}}

## Физические свойства
Дипалладийванадий образует кристаллы
тетрагональной сингонии,
параметры ячейки a = 0,3889 нм, c = 0,3736 нм
.
Имеется высокотемпературная фаза
ромбической сингонии,
пространственная группа I mmm,
параметры ячейки a = 0,2750 нм, b = 0,8250 нм, c = 0,3751 нм, Z = 2
структура типа диплатинамолибдена MoPt2
.
Соединение образуется в результате упорядочения твёрдого раствора конгруэнтно при температуре 905°С.